# Leucodon treleasei
Leucodon treleasei là một loài Rêu trong họ Leucodontaceae. Loài này được (Cardot) Paris mô tả khoa học đầu tiên năm 1900.